# Lista över svenska världscupsegrar i längdåkning
Svenska längdåkare har tagit totalt 248 segrar i individuella deltävlingar i Världscupen i längdåkning sedan den första officiella världscupsäsongen 1981/1982. Se respektive artiklar för fler detaljer kring världscupdeltävlingarna.
- 30: Gunde Svan
- 22: Stina Nilsson
- 16: Linn Svahn
- 16: Emil Jönsson
- 13: Torgny Mogren
- 13: Frida Karlsson
- 12: Jonna Sundling
- 12: Charlotte Kalla
- 11: Per Elofsson
- 9: Mathias Fredriksson
- 8: Ebba Andersson
- 6: Thomas Wassberg
- 6: Maja Dahlqvist
- 5: Thobias Fredriksson
- 5: Marcus Hellner
- 5: Johan Olsson
- 4: Peter Larsson
- 4: Teodor Peterson
- 4: Hanna Falk
- 4: Emma Ribom
- 3: Calle Halfvarsson
- 3: Björn Lind
- 3: Daniel Rickardsson
- 3: Anders Södergren
- 2: Ida Ingemarsdotter
- 2: Lina Andersson
- 2: Thomas Eriksson
- 2: Anna Olsson
- 2: Marie-Helene Westin
- 2: Oskar Svensson
- 2: Moa Ilar
- 1: William Poromaa
- 1: Edvin Anger
- 1: Anders Bergström
- 1: Jörgen Brink
- 1: Henrik Forsberg
- 1: Anna Haag
- 1: Lars Håland
- 1: Christer Majbäck
- 1: Jan Ottosson
- 1: Marie Risby
- 1: Daniel Tynell
- 1: Mikael Östberg
- 1: Jennie Öberg
- 1: Johanna Hagström

## De senaste segrarna
- 16 mars 2025: Moa Ilar, 10 km (fristil) i Oslo
- 15 februari 2025: Ebba Andersson, 10 km (klassisk stil) i Falun
- 14 februari 2025: Linn Svahn, Sprint (klassisk stil) i Falun
- 1 februari 2025: Maja Dahlqvist, Sprint (klassisk stil) i Cogne
- 25 januari 2025: Jonna Sundling, Sprint (fristil) i Engadin
- 19 januari 2025: William Poromaa, 20 km (klassisk stil) i Les Rousses
- 19 januari 2025: Frida Karlsson, 20 km (klassisk stil) [2] i Les Rousses
- 18 januari 2025: Edvin Anger, Sprint (klassisk stil) i Les Rousses
- 14 december 2024: Jonna Sundling, Sprint (fristil) i Davos
- 7 december 2024: Jonna Sundling, Sprint (fristil) i Lillehammer[3]
- 30 november 2024: Johanna Hagström, Sprint (klassisk stil) i Ruka
- 29 november 2024: Frida Karlsson,10 km (klassisk stil) i Ruka
- 9 mars 2024: Frida Karlsson, 50 km (klassisk stil) i Oslo
- 18 februari 2024: Jonna Sundling, 10 km (fristil) i Minneapolis
- 17 februari 2024: Jonna Sundling, Sprint (fristil) i Minneapolis
- 13 februari 2024: Linn Svahn, Sprint (klassisk stil) i Canmore
- 11 februari 2024: Frida Karlsson, 20 km (klassisk stil) i Canmore
- 27 januari 2024: Linn Svahn, Sprint (fristil) i Goms
- 20 januari 2024: Frida Karlsson, 20 km (klassisk stil) i Oberhof
- 19 januari 2024: Linn Svahn, Sprint (klassisk stil) i Oberhof
- 6 januari 2024: Linn Svahn, 15 km (klassisk stil) i Val di Fiemme[4]
- 3 januari 2024: Linn Svahn, Sprint (fristil) i Davos
- 30 december 2023: Linn Svahn, Sprint (fristil) i Toblach
- 16 december 2023: Ebba Andersson, Skiathlon 20 km i Trondheim
- 9 december 2023: Emma Ribom, Sprint (Klassisk stil) i Östersund
- 26 november 2023: Moa Ilar, 20 km (fristil) i Ruka
- 25 november 2023: Ebba Andersson, 10 km (Klassisk stil) i Ruka
- 24 november 2023: Emma Ribom, Sprint (Klassisk stil) i Ruka[5]
- 4 februari 2023: Ebba Andersson, 10 km (klassisk stil) Toblach [6]
- 3 februari 2023: Jonna Sundling, Sprint (fristil) Toblach [6]
- 29 januari 2023: Ebba Andersson, 20 km (Klassisk stil ) i Les Rousses
- 27 januari 2023: Ebba Andersson, 10 km (fristil) i Les Rousses
- 21 januari 2023: Jonna Sundling, Sprint (fristil) Livigno[7]
- 8 januari 2023: Frida Karlsson Total Tour de ski-seger*
- 4 januari 2023: Frida Karlsson 20 km (fristil) jaktstart i Oberstdorf[8]
- 3 januari 2023: Frida Karlsson 10 km (klassiskt) i Oberstdorf[9]
- 4 december 2022: Frida Karlsson 20 km (fristil) i Lillehammer[10]
- 3 december 2022: Emma Ribom, Sprint (fritstil) i Lillehammer[11]
- 27 november 2022: Frida Karlsson 20 km (fristil) i Ruka
- 26 november 2022 Ebba Andersson 10 km (Klassisk stil) i Ruka
- 25 november 2022: Emma Ribom, Sprint (Klassisk stil) i Ruka
- 11 mars 2022: Jonna Sundling, Sprint (klassisk stil) i Falun
- 26 februari 2022: Jonna Sundling, Sprint (fristil) i Lahtis
- 18 december 2021: Maja Dahlqvist, Sprint (fristil) i Dresden
- 11 december 2021: Maja Dahlqvist, Sprint (fristil) i  Davos
- 4 december 2021: Frida Karlsson, 10 km (fristil) i Lillehammer
- 3 december 2021: Maja Dahlqvist, Sprint (fristil) i Lillehammer
- 27 november 2021: Frida Karlsson, 10 km (klassisk stil) i Ruka
- 26 november 2021: Maja Dahlqvist, Sprint (klassisk stil) i Ruka
- 6 februari 2021 : Oskar Svensson, Sprint (fristil) i Ulricehamn
- 6 februari 2021: Maja Dahlqvist, Sprint (fristil) i Ulricehamn
- 31 januari 2021: Linn Svahn, Sprint (klassisk stil)  i Falun
- 30 januari 2021: Linn Svahn, 10 km (klassisk stil)  i Falun
- 10 Januari 2021: Ebba Andersson Final Climb i Val di Fiemme
- 9 januari 2021: Linn Svahn, Sprint (klassisk stil) i Val di Fiemme
- 9 januari: Oskar Svensson, Sprint (klassisk stil) i Val di Fiemme
- 2 januari 2021: Linn Svahn, 10 km (klassisk stil) i Val Mustair
- 1 januari 2021: Linn Svahn, Sprint (fristil) i Val Mustair
- 27 november 2020: Linn Svahn, Sprint (klassisk stil) i Ruka
- 7 mars 2020: Frida Karlsson, 30 km (klassisk stil) i Holmenkollen
- 4 mars 2020 : Jonna Sundling, Sprint (fristil) i Drammen
- 8 februari 2020 Linn Svahn, Sprint (klassisk stil) i  Falun
- 11 januari 2020: Linn Svahn, Sprint (fristil) i Dresden
- 21 december 2019: Jonna Sundling, Sprint (fristil) i Planica
- 14 december 2019: Linn Svahn, Sprint (fristil) i Davos
- 24 mars 2019: Stina Nilsson, Total Tourseger i Québec
- 23 mars 2019: Stina Nilsson, 10 km (klassisk stil) i Québec
- 22 mars 2019: Stina Nilsson, Sprint (fristil) i Québec
- 16 mars 2019: Stina Nilsson, Sprint (fristil) i Falun
- 12 januari 2019: Stina Nilsson, Sprint (fristil) i Dresden
- 1 januari 2019: Stina Nilsson, Sprint (fristil) i Val Mustair
- 29 december 2018: Stina Nilsson, Sprint (fristil) i Toblach
- 15 december 2018: Stina Nilsson, Sprint (fristil) i Davos
- 30 november 2018: Jonna Sundling, Sprint (fristil) i Lillehammer
- 16 mars 2018: Hanna Falk, Sprint (fristil) i Falun
- 20 januari 2018: Stina Nilsson, Sprint (klassisk stil) Planica
- 13 januari 2018: Hanna Falk, Sprint (fristil) i Dresden
- 16 december 2017: Charlotte Kalla, 10 km (fristil) i Toblach
- 9 december 2017: Stina Nilsson, Sprint (fristil) i Davos
- 3 december 2017: Charlotte Kalla, Skiathlon 30 km i Lillehammer
- 26 november 2017: Charlotte Kalla, 10 km (fristil) i Ruka
- 24 november 2017: Stina Nilsson, Sprint (klassisk stil) i Ruka
- 19 mars 2017: Marcus Hellner, 15 km (fristil) i Quebec
- 17 mars 2017: Stina Nilsson, Sprint (fristil) i Quebec
- 8 mars 2017: Stina Nilsson, Sprint (klassisk stil) i Drammen
- 18 februari 2017: Stina Nilsson, Sprint (fristil) i Otepää
- 28 januari 2017: Stina Nilsson, Sprint (fristil) i Falun
- 7 januari 2017: Stina Nilsson, 10 km (klassisk stil) i Val di Fiemme
- 4 januari 2017: Stina Nilsson, Jaktstart i Oberstdorf
- 3 januari 2017: Stina Nilsson, Skiathlon i Oberstdorf
- 31 december 2016: Stina Nilsson, Sprint (fristil) i Val Mustair
- 3 december 2016: Calle Halfvarsson, 10 km (klassisk stil) i Lillehammer
- 2 december 2016: Calle Halfvarsson, sprint (klassisk stil) i Lillehammer
- 26 november 2016: Stina Nilsson, Sprint (klassisk stil) i Ruka
- 4 mars 2016: Stina Nilsson, Sprint (fristil) i Quebec
- 16 januari 2016: Stina Nilsson, Sprint (fristil) i Planica
- 13 december 2015: Stina Nilsson, Sprint (fristil) i Davos
- 15 februari 2015: Charlotte Kalla, 10 km (fristil) i Östersund
- 24 januari 2015: Jennie Öberg, Sprint (fristil) i Rybinsk
- 14 mars 2014: Teodor Peterson, Sprint (klassisk stil) i Falun
- 8 mars 2014: Daniel Rickardsson, 50 km (klassisk stil) i Oslo
- 29 december 2013: Calle Halfvarsson, sprint (fristil) i Oberhof
- 1 december 2013: Charlotte Kalla, 10 km (fristil) i Kuusamo
- 9 mars 2013: Emil Jönsson, Sprint (fristil) i Lahtis
- 17 februari 2013: Johan Olsson, 15 km (fristil) i Davos
- 12 januari 2013: Teodor Peterson, Sprint (klassisk stil) i Liberec
- 6 januari 2013: Marcus Hellner, 9 km (fristil) i Val di Fiemme
- 15 december 2012: Emil Jönsson, Sprint (fristil) i Canmore
- 8 december 2012: Emil Jönsson, Sprint (fristil) i Quebec
- 4 mars 2012: Emil Jönsson, Sprint (klassisk stil) i Lahtis
- 18 februari 2012: Johan Olsson, 15 km (klassisk stil) i Szklarska Poreba
- 17 februari 2012: Ida Ingemarsdotter, Sprint (fristil) i Szklarska Poreba
- 11 februari 2012: Johan Olsson, 30 km (klassisk stil) masstart i Nove Mesto
- 2 februari 2012: Teodor Peterson, Sprint (fristil) i Moskva
- 14 januari 2012: Ida Ingemarsdotter, Sprint (fristil) i Milano
- 25 november 2011: Teodor Peterson, Sprint (klassisk stil) i Kuusamo
- 19 november 2011: Johan Olsson, 15 km (fristil) i Sjusjøen
- 16 mars 2011: Emil Jönsson, Sprint (klassisk sprint), i Stockholm
- 13 mars 2011: Emil Jönsson, sprint (klassisk stil) i Lahtis
- 20 februari 2011: Emil Jönsson, sprint (klassisk stil) i Drammen
- 19 februari 2011: Daniel Rickardsson, 15 km (klassisk stil) i Drammen[12]
- 3 januari 2011: Anna Haag, 10 km jaktstart i Oberstdorf
- 2 januari 2011: Emil Jönsson, sprint (klassisk stil) i Oberstdorf
- 31 december 2010: Marcus Hellner, prolog (fristil) i Oberhof
- 12 december 2010: Emil Jönsson, sprint (fristil) i Davos
- 4 december 2010: Emil Jönsson, sprint (fristil) i Düsseldorf
- 20 november 2010: Marcus Hellner, 15 km (fristil) i Gällivare
- 21 mars 2010: Charlotte Kalla, 10 km (fristil) i Falun
- 17 mars 2010: Anna Olsson, sprint (klassisk stil) i Stockholm
- 11 mars 2010: Emil Jönsson, sprint (klassisk stil) i Drammen
- 6 februari 2010: Emil Jönsson, sprint (klassisk stil) i Canmore
- 5 februari 2010: Charlotte Kalla, 10 km (fristil) i  Canmore
- 17 januari 2010: Emil Jönsson, sprint (klassisk stil) i Otepää
- 17 januari 2010: Hanna Falk, Sprint (klassisk stil) i Otepää
- 7 januari 2010: Daniel Rickardsson,10 km (klassisk stil) i Cortina - Toblach
- 4 januari 2010: Emil Jönsson, sprint (fristil) i Prag
- 5 december 2009: Hanna Falk, Sprint (fristli) i Düsseldorf
- 14 februari 2009: Anders Södergren, 15 km (klassisk stil) i Val di Dentro
- 16 januari 2009: Emil Jönsson, sprint (klassisk stil) Vancouver Whistler Olympic Park
- 13 december 2008: Johan Olsson, 15 km (klassisk stil) i Davos
- 22 november 2008: Marcus Hellner, 15 km (fristil) i Gällivare
- 22 november 2008: Charlotte Kalla, 10 km (fristil) i  Gällivare
- 8 mars 2008: Anders Södergren, 50 km (fristil) i Oslo
- 26 februari 2008: Emil Jönsson, sprint (fristil) i Canmore
- 6 januari 2008 Charlotte Kalla, Total Tour de ski-seger
- 4 januari 2008: Charlotte Kalla, 1,2 km fristil i Asiago
- 1 januari 2008: Charlotte Kalla, 10 km (fristil) i Nove Mesto
- 29 december 2007: Charlotte Kalla, 10 km (fristil) i Nove Mesto
- 19 mars 2006: Mathias Fredriksson, jaktstart i Sapporo
- 15 mars 2006: Tobias Fredriksson, sprint (fristil) i Changchun
- 11 mars 2006: Anders Södergren, 50 km (fristil) i Oslo
- 7 mars 2006: Tobias Fredriksson, sprint (fristil) i Borlänge
- 5 mars 2006: Daniel Tynell, Vasaloppet 90 km (klassisk stil) i Mora
- 4 februari 2006: Björn Lind, sprint (fristil) i Davos
- 4 februari 2006: Anna Olsson, sprint (fristil) i Davos
- 8 januari 2006: Björn Lind, sprint (klassisk stil) i Otepää
- 8 januari 2006: Lina Andersson, sprint (klassisk stil) i Otepää
- 30 december 2005, Björn Lind, sprint (fristil) i Nove Mesto
- 22 oktober 2005: Peter Larsson, sprint (fristil) i Duesseldorf
- 23 oktober 2004: Peter Larsson, sprint (fristil) i Duesseldorf
- 5 mars 2004: Tobias Fredriksson, sprint (fristil) i Lahti
- 5 mars 2004: Lina Andersson, sprint (fristil) i Lahti
- 21 februari 2004: Mathias Fredriksson, 15 km (klassisk stil) i Umeå
- 18 januari 2004: Tobias Fredriksson, sprint (fristil) i Nove Mesto
- 20 december 2003: Mathias Fredriksson, jaktstart i Ramsau
- 6 december 2003: Mathias Fredriksson, 30 km (fristil) i Dobbiaco
- 25 oktober 2003: Peter Larsson, sprint (fristil) i Duesseldorf
- 22 mars 2003: Mathias Fredriksson, jaktstart i Falun
- 20 mars 2003: Tobias Fredriksson, sprint (fristil) i Borlänge
- 16 mars 2003: Mathias Fredriksson, 15 km (fristil) i Lahti
- 25 januari 2003: Mathias Fredriksson, 15 km (klassisk stil) i Oberhof
- 12 januari 2003: Jörgen Brink, 30 km (klassisk stil) i Otepää
- 19 december 2002: Mikael Östberg, sprint i Linz
- 7 december 2002: Mathias Fredriksson, 15 km (fristil) i Davos
- 26 oktober 2002: Peter Larsson, sprint (fristil) i Duesseldorf
- 2 mars 2002: Per Elofsson, 15 km (fristil) i Lahti
- 5 januari 2002: Per Elofsson, 20 km jaktstart i Val di Fiemme
- 22 december 2001: Per Elofsson, 30 km (fristil) i Ramsau
- 25 november 2001: Per Elofsson, 10 km (fristil) i Kuopio
- 14 mars 2001: Per Elofsson, 10 km (fristil) i Borlänge
- 10 mars 2001: Per Elofsson, 50 km (klassisk stil) i Oslo
- 4 mars 2001: Per Elofsson,  15 km (fristil) i Kavgolovo
- 16 december 2000: Per Elofsson 20 km jatstart i Brusson
- 8 december 2000: Per Elofsson 15 km (fristil) i Santa Caterina
- 29 november 2000: Per Elofsson, 10 km (fristil) i Beitostoelen
- 13 mars 1999: Anders Bergström, 30 km (klassisk stil) i Falun
- 10 december 1998: Mathias Fredriksson, Sprint (fristil) i Milano
- 28 november 1998: Per Elofsson, 10 km (fristil) i  Muonio

- Frida Karlssons totalseger i Tour de ski räknas ej som världscupseger då hon ej var först i mål på etappen. *

### Fotnoter
1. ↑  ”FIS LIVE RESULTS”. live.fis-ski.com. https://live.fis-ski.com/cc-2292/results-pda.htm?t=1742124307. Läst 16 mars 2025.
2. ↑  ”FIS LIVE RESULTS”. live.fis-ski.com. https://live.fis-ski.com/cc-2265/results-pda.htm. Läst 19 januari 2025.
3. ↑  ”Svensk dubbel i Lillehammer – kross av Sundling”. www.aftonbladet.se. 7 december 2024. https://www.aftonbladet.se/sportbladet/a/Oom11w/jonna-sundling-vann-sprinten-i-lillehammer. Läst 7 december 2024.
4. ↑  ”SVAHN Linn - Athlete Information”. www.fis-ski.com. https://www.fis-ski.com/DB/general/athlete-biography.html?sectorcode=CC&competitorid=206377&type=result. Läst 6 januari 2024.
5. ↑  ”Ribom 'super happy' to be back winning in Ruka” (på engelska). www.fis-ski.com. https://www.fis-ski.com/en/cross-country/cross-country-news-multimedia/news/2023-24/ribom-super-happy-to-be-back-winning-in-ruka. Läst 25 november 2023.
6. 1 2  ”Cross-Country” (på engelska). www.fis-ski.com. Arkiverad från originalet den 3 maj 2021. https://web.archive.org/web/20210503203120/https://www.fis-ski.com/en/cross-country. Läst 3 februari 2023.
7. ↑  ”SUNDLING Jonna - Athlete Information”. www.fis-ski.com. https://www.fis-ski.com/DB/general/athlete-biography.html?competitorid=168267&sectorcode=CC. Läst 21 januari 2023.
8. ↑  ”KARLSSON Frida - Athlete Information”. www.fis-ski.com. https://www.fis-ski.com/DB/general/athlete-biography.html?competitorid=206324&sectorcode=CC. Läst 4 januari 2023.
9. ↑  ”Coop FIS Cross-Country World Cup FIS Tour de Ski (FIS)”. www.fis-ski.com. https://www.fis-ski.com/DB/general/results.html?sectorcode=CC&raceid=41582. Läst 3 januari 2023.
10. ↑  ”Coop FIS Cross-Country World Cup Lillehammer (NOR)”. www.fis-ski.com. https://www.fis-ski.com/DB/general/results.html?sectorcode=CC&raceid=41549. Läst 4 december 2022.
11. ↑  ”Coop FIS Cross-Country World Cup Lillehammer (NOR)”. www.fis-ski.com. https://www.fis-ski.com/DB/general/results.html?sectorcode=CC&raceid=41547. Läst 3 december 2022.
12. ↑  https://www.fis-ski.com/DB/general/results.html?sector=CC&raceid=17483